# 文化の道
文化の道（ぶんかのみち、英：Cultural Route／Cultural Road）は、2008年にユネスコの諮問機関である国際記念物遺跡会議（ICOMOS）が『文化の道に関する憲章』を採択し、翌年の第33回世界遺産委員会で承認された概念で、世界遺産において「道」に関する文化遺産の登録推進と、道を介して行われた文化循環の研究を行うことで文化摩擦を減らす啓蒙とすることを目的する指針である。
2013年の『世界遺産条約履行のための作業指針』では「遺産の道」（Heritage Route）という文言も盛り込まれた。
なお、実際には『文化の道憲章』が採択される前から「道の世界遺産」は登録が行われていた。
主な道の世界遺産
| 名称                                               | 所在地                                                            | 登録年 | 備考 |
| -------------------------------------------------- | ----------------------------------------------------------------- | ------ | --- |
| サンティアゴ・デ・コンポステーラの巡礼路           | スペイン                                                          | 1993年 | 2015年に拡張登録 |
| フランスのサンティアゴ・デ・コンポステーラの巡礼路 | フランス                                                          | 1998年 | |
| 紀伊山地の霊場と参詣道                             | 日本                                                              | 2004年 | 熊野古道（大辺路・中辺路・小辺路・伊勢路）、大峯奥駈道、高野山町石道 2016年に高野山町石道に京大坂道不動坂、三谷坂（丹生酒殿神社を含む）、黒河道、女人道を追加登録し「高野参詣道」となった（上記追加登録後、高野山町石道は、町石道と名称変更となった） |
| ネゲヴ砂漠の香の道と都市群                         | イスラエル                                                        | 2005年 | 香料の道 |
| 石見銀山遺跡とその文化的景観                       | 日本                                                              | 2007年 | 銀山街道（鞆ヶ浦道・温泉津沖泊道） |
| カパック・ニャン アンデスの道                      | アルゼンチン · ボリビア · チリ · コロンビア · エクアドル · ペルー | 2014年 | カパック・ニャン（インカ道路網） |
| 富士山-信仰の対象と芸術の源泉                      | 日本                                                              | 2013年 | 大宮・村山口登山道、須山口登山道、須走口登山道、吉田口登山道 |
| シルクロード:長安-天山回廊の交易路網               | 中国 カザフスタン キルギス                                        | 2014年 | 河西回廊、天山南路・天山北路、西域北道 |

シルクロードの世界遺産登録は2002年に中国西安市において開催されたユネスコによるシルクロード国際学術ジンポシウムで採択された『西安宣言』で、これを推進した平山郁夫ユネスコ親善大使の「平和の道」という理念が強く反映された。シルクロードは古来より民族興亡の舞台で争い絶えなかったが、洋の東西を結ぶ物流の大動脈であり、文化交流も盛んに行われてきた「文化の道」を象徴するもので、ユネスコの人文・社会科学局が異文化間の対話プログラムとして《シルクロード－対話、多様性、開発プロジェクト》を立ち上げた。
文化の道は実体を伴う不動産構造物としの道のみならず、道が与えた無形の影響（無形文化遺産）についても顕彰する。
国連世界観光機関（UNWTO）では、文化の道を観光資源とする遺産の商品化を図り、その収益を保護費用に充当する計画でいる。
文化の道が採択されたことにより、欧州評議会ではEuropean Cultural Routeを制定した。